# Irene Kiele
Irene Kiele (geboren am 7. November 1942 in Frankfurt (Oder)) ist eine deutsche Malerin, Grafikerin und Zeichnerin. Sie war eine Schülerin von Bernhard Heisig an der Hochschule für Grafik und Buchkunst, auf dessen 1961 gegründete Malklasse die in den 1970er-Jahren geprägte Bezeichnung „Leipziger Schule“ zurückgeht. 

## Werdegang
Irene Kiele lebt seit 1963 in Leipzig. Sie bildete sich zur Medizinisch-technischen Assistentin aus. Im Anschluss studierte sie von 1970 bis 1975 an der Hochschule für Grafik und Buchkunst in Leipzig bei Hans Mayer-Foreyt, Wolfgang Mattheuer, Werner Tübke und Bernhard Heisig. Nach einem Studienaufenthalt in Tallinn (Estland) im Jahr 1974 arbeitet sie als freischaffende Künstlerin. Von 1976 bis 1979 erhielt sie einen Fördervertrag in Borna über Studien im Tagebau und in der Industrieregion. Im Jahr 1990 war sie Stipendiatin des Landes Sachsen-Anhalt, wobei sie sich der Pleinairmalerei in Wernigerode zuwandte.
Die Einflüsse der Leipziger Schule sind nur in wenigen frühen Arbeiten Kieles erkennbar (z. B. Selbstbildnis in Leipziger Häusern, Öl auf Leinwand, 1977). Die Traditionen der klassischen Moderne wie der Kubismus und der Konstruktivismus stellen einen wesentlicheren Bezugspunkt ihres künstlerischen Schaffens dar. Seit Mitte der 1970er Jahre widmet sich Kiele verstärkt (semi-)abstrakten Kompositionen von Elementar- und Naturphänomenen, z. B. dem Schlaf (1978) oder den Zuständen von Feuer in der Serie Elemente (1987) und Funke (2002–2009). Sie malt u. a. mit Öl, Gouache und Tempera und fertigt Lithografien an.
Kiele stellt seit ihrem Debüt 1977 im Stadtkulturhaus Borna kontinuierlich aus. Einige ihrer Werke befinden sich nach eigenen Angaben in den öffentlichen Sammlungen des Museums der bildenden Künste Leipzig, des Regierungspräsidiums Leipzig, der Kunstsammlungen Chemnitz und der Kunstsammlung der Sparkasse Leipzig.

## Ausstellungen (unvollständig)

### Einzelausstellungen
- 1977: Stadtkulturhaus (Debüt), Borna
- 1982 Galerie Wort & Werk, Leipzig
- 1995: Stadtmuseum, Riesa
- 1998: Farbe der Sprache – Sprache der Farbe, Museum Weißenfels
- 1999: Kulturamt, Leipzig
- 2000: Regierungspräsidium, Leipzig
- 2002: Stadtarchiv, Leipzig (Künstlerporträt im Kalender der Stadt Leipzig)
- 2012: Forum Lipinski, Bund bildender Künstler, Leipzig
- 2022: Stadtbibliothek Leipzig, Wegezeichen

### Beteiligungen
- 1978: Frankfurt („Junge Künstler der DDR“)

- 1979 und 1985: Leipzig, Bezirkskunstausstellung

- 1980: Leipzig, Galerie am Sachsenplatz („Gouachen und Temperablätter von Künstlern der DDR“)
- 1981: Leipzig, Galerie Sozialistische Kunst („Das Bild der Arbeiterklasse in der Leipziger Kunst der 70er Jahre“)
- 1982: Leipzig („10 Jahre Leipziger Grafikbörse“)

- 1982: Selbstbildnisse Leipziger Künstler. Ausstellung aus Anlass des 30. Gründungstages des Verbandes Bildender Künstler der DDR, Museum der bildenden Künste Leipzig. (Katalog)
- 1986: Cottbus, Staatliche Kunstsammlungen („Soldaten des Volkes - dem Frieden verpflichtet. Kunstausstellung zum 30. Jahrestag der Nationalen Volksarmee“)
- 1987/88: X. Kunstausstellung der DDR
- 1994: Zeitblick. Kunstlandschaft in Sachsen, Dresden (Werkkatalog)
- 1997: Lust und Last. Leipziger Kunst seit 1945, Germanisches Nationalmuseum, Nürnberg. (Katalog[5])
- 1998: Städtebilder, Rathaus Leipzig
- 2002: Handzeichnung und Kleinplastik, Universität Leipzig
- 2005: Große Sächsische Kunstausstellung. Werkschau in sieben Leipziger Kirchen (Ausstellungskatalog)
- 2006/2007: Ausstellungen der Gedok-Gruppe, Leipzig
- 2008: Zeitfenster, Sächsischer Landtag, Dresden
- 2010: Länderwechsel, Kunststiftung ben zi bena, Merseburg
- 2014: Leipziger AllerART, Galerie Alte Schule Adlershof, Berlin-Adlershof
- 2015/2017: Galerie Kunstkonzil – Kunst aus Leipzig, Leipzig
- 2017: Hinter der Maske. Künstler in der DDR, Museum Barberini, Potsdam. Über 100 Werke von 87 Künstlerinnen und Künstlern. Irene Kiele war mit dem Gemälde „Selbstbildnis in Leipziger Häusern“ vertreten.[6]
- 2018: 25. Jahresausstellung Leipziger Künstler, Leipziger Baumwollspinnerei
- 2021: Sammlung im Blick: Leipziger Schule, Museum der bildenden Künste Leipzig[7]

## Mitgliedschaften
- 1976 bis 1989: Mitglied im Verband Bildender Künstler der DDR (VBK)[1]
- seit 1993: Mitglied des Bundes Bildender Künstler
- seit 1993: Mitglied des Leipziger Kunstvereins „Mobiles Büro für Erdangelegenheiten“